# برایان سیلوستر
برایان سیلوستر (انگلیسی: Brian Sylvestre؛ زادهٔ ۱۹ دسامبر ۱۹۹۲) بازیکن فوتبال اهل ایالات متحده آمریکا است.
از باشگاه‌هایی که در آن بازی کرده‌است می‌توان به باشگاه فوتبال ونکوور وایتکپس و فیلادلفیا یونیون اشاره کرد.
وی همچنین در تیم‌های ملی فوتبال United States men's national under-20 soccer team و هائیتی بازی کرده‌است.